# Korporace
Korporace (odvozeno od lat. slova corpus – tělo) je právnický subjekt (právnická osoba), který – přestože je tvořen více osobami – má z pohledu práva status osoby samostatné. Jako taková má vlastní právní osobnost, nemá ale klasicky chápanou svéprávnost, právně jednají za ni osoby fyzické, zejména tzv. statutární orgány, které ji zastupují. Jako sdružení osob je odlišná od sdružení majetku (fundace), ačkoli též vzniká kvůli dosažení nějakého cíle. Liší se také od volného sdružení osob, společnosti nebo tiché společnosti, protože ty jsou jen obligačním poměrem, samostatnými právnickými osobami nejsou. Vnitřní poměry korporace se pravidelně řídí jejími vlastními stanovami.

## Historie
Korporace je nejstarší druh právnické osoby, znalo ji už římské právo, a to jako universitates personarum, neboli sdružení osob. Od té doby se také korporace dělí na soukromoprávní, což byly různé spolky (collegia), a veřejnoprávní, kterým byl především sám římský stát, kromě něho ale i města (civitates) a obce (vici).
Ke vzniku soukromoprávních spolků, např. řemeslnických cechů, kněžských sborů nebo pohřebních bratrstev (collegia funeraticia), zpočátku postačovala dohoda zakládajících osob (minimálně tří podle zásady tres faciunt collegium, tři tvoří společnost) a vypracování stanov, povolení potřeba nebylo. Až později se koncem republiky začalo vyžadovat, aby stanovy schválil senát nebo císař, pak šlo o spolek dovolený (collegium licitum), kterému náležela korporační práva, jinak o spolek nedovolený (collegium illicitum), který jako samostatná osoba práva vystupovat nemohl. Stanovy pak musely obsahovat účel spolku, určení jeho orgánů a toho, zda půjde o universitas ordinata se zvláštním řídícím orgánem nebo o universitas inordinata s valnou hromadou všech členů.
Mezi veřejnoprávní korporace se kromě státu a obcí později začaly počítat i kraje a okresy, také státem uznané náboženské společnosti (vyjma římskokatolické církve) a univerzity. Všeobecný zákoník občanský se zmiňoval o soukromoprávních korporacích nepřímo a také je rozlišoval na společnosti dovolené, které požívaly zpravidla stejných práv jako fyzické osoby, a na společnosti nedovolené, jež byly zakázány zvláštními zákony nebo které se příčily bezpečnosti, veřejnému pořádku nebo dobrým mravům.

## Veřejnoprávní korporace
Veřejnoprávní korporace je založena na členském principu a jde o sdružení osob, které bylo založeno na základě zákona a kterému byla svěřena pravomoc plnit vymezené úkoly veřejné správy. Může jít jak o územní veřejnoprávní korporace (obce a kraje), tak o veřejnoprávní korporace osobní, jako jsou různé profesní komory (např. advokátní komora nebo lékařská komora).

## Soukromoprávní korporace
V českém právu jsou soukromoprávní korporace upraveny poměrně komplexně občanským zákoníkem ve smyslu soukromoprávních právnických osob založených na členském principu. Jsou pojímány jako sdružení osob, tedy tvořené více osobami. Přesto jsou připuštěny i jednočlenné korporace, dovoluje-li to však výslovně zákon (pouze u kapitálových obchodních společností). Na členství v korporaci je kladen důraz, nejenže je členům stanovena povinnost chovat se vůči korporaci čestně, ale klesne-li jejich počet pod stanovenou mez a není-li zjednána náprava, soud korporaci i bez návrhu zruší.
V rámci korporací jsou zvláště upraveny spolky, založené za účelem dosažení nějakého společného zájmu nevýdělečné povahy, společenství vlastníků bytových jednotek a obchodní korporace, což mohou být obchodní společnosti (osobní s majetkovým ručením společníků a kapitálové bez tohoto ručení) nebo družstva.